# Маєвський Валентин Володимирович
Валентин Володимирович Маєвський (17 жовтня 1923, місто Краснодар, тепер Краснодарського краю, Російська Федерація — ?) — український радянський діяч, завідувач відділу транспорту і зв'язку ЦК КПУ. Депутат Верховної Ради УРСР 9—10-го скликань. Кандидат у члени ЦК КПУ в 1976—1981 р.

## Біографія
Закінчив середню школу.
У 1941—1946 роках — у Червоній армії. У 1941—1942 роках — курсант військової авіаційної школи пілотів у місті Фрунзе Киргизької РСР, курсант Харківського артилерійського училища. Учасник німецько-радянської війни з травня 1942 року. Служив командиром батареї, начальником штабу дивізіону 49-го гвардійського артилерійського полку 23-ї гвардійської стрілецької дивізії З-ї Ударної армії.
Член ВКП(б) з 1943 року.
Освіта вища. У 1946—1951 роках — студент Київського автодорожнього інституту.
У 1951—1958 роках — старший інспектор, начальник відділення Державтоінспекції Міністерства внутрішніх справ Української РСР.
У 1958—1960 роках — науковий редактор Південного відділення науково-технічного видавництва «Южмашгиз».
У 1960—1973 роках — інструктор, заступник завідувача відділу транспорту і зв'язку ЦК КПУ.
У 1973—1980 роках — завідувач відділу транспорту і зв'язку ЦК КПУ.
Потім — на пенсії в Києві.

## Звання
- гвардії капітан

## Нагороди
- орден Трудового Червоного Прапора
- орден «Знак Пошани»
- два ордени Вітчизняної війни 1-го ст. (18.05.1945, 6.11.1985)
- орден Червоної Зірки (30.07.1944)
- медалі
- Почесна грамота Президії Верховної Ради Української РСР (16.10.1973)